# Eucyrtopogon calcaratus
Eucyrtopogon calcaratus là một loài ruồi trong họ Asilidae. Eucyrtopogon calcaratus được Curran miêu tả năm 1923. Loài này phân bố ở vùng Tân Bắc giới.